# Caduta di lago con scultura
Caduta di lago con scultura — картина (холст, акрил, графит, резина), написанная в 2000 году, одна из самых ранних живописных работ Сальваторе Гарау. Картина с 2002 года является частью постоянной коллекции живописи XX века Музея Министерства иностранных дел Италии (Коллекция Палаццо делла Фарнезина).

## История
Картина была завершена в 2000 году и находится в престижной коллекции коллекции музея Фарнезина Министерства иностранных дел Италии, которая собирает лучшее из итальянского искусства XX века, внутри Палаццо делла Фарнезина в Риме. Это произведение относится к неоромантической живописи.

## Описание
Это произведение Гарау отражает его интерес к изображению воды, её движения, которое вызывается и естественными причинами, и воздействием на неё человека. Для Гарау эта стихия — источник глубоких эмоциональных переживаний, порождаемых цветовыми нюансами волшебной игры в воде света небесно-голубого и синего и теней, стремящихся к чёрной земле. Тема воды стала центральной для нескольких экспозиций произведений Сальваторе Гарау.

## Восприятие
Журнал об искусстве Mincio&Dintorni, освещая пополнение коллекции Палаццо делла Фарнезина работой Гарау, оценил её как «шедевр современного итальянского искусства».
Арт-критик П. Биотти отмечал, что у Гарау «вызывающий, страстный и романтический язык», красочные штрихи на полотне «создают мечтательные водные игры небесных и голубых огней и теней, погружающихся в чёрную землю. Тема воды любима Гарау, который глубоко изучил движения, как естественные, так и обусловленные человеческой технологией, посвятив этой теме несколько выставок».
Сам Гарау в одном из интервью сказал следующее: «В моих пейзажах можно ощутить взрывы и внезапные перемены, — ощущение бесконечности, которое также может порождать тоску и тревогу. Я думаю, что человек скатывается слишком низко, и мир поэтому не может двигаться вперед. Таким образом, задача искусства — помочь пробудить совесть, спровоцировать, вызвать раздражение, чтобы разбудить человека. Создавая некоторые работы, я использовал преимущественно экологический материал, воду. Я пойду дальше, я буду использовать воду, воздух».